# Dumitru Bodin
Dumitru Bodin (n. 27 septembrie 1904, Strehaia - d. 15 iunie 1978, București) a fost un profesor și istoric român.

## Viața și activitatea
Dumitru Bodin s-a născut la 27 septembrie 1904 la Strehaia, jud. Mehedinți. A urmat studiile secundare la Turnu-Severin, iar cele universitare la București, în perioada 1927-1932. A fost membru al Școlii române din Roma între anii 1933-1935, iar în anul 1942 primește titlul de doctor în istorie. După definitivarea studiilor, Dumitru Bodin devine într-o primă fază secretar de redacție și chiar redactor la „Revista istorică română”, principalul organ de presă al mișcării istoriografice cunoscută sub denumirea de „Școala Nouă”, al cărei principal reprezentant a fost Nicolae Iorga, un adevărat istoric de idei. Mai apoi, Dumitru Bodin va fi șef de lucrări, director de secție și director girant al Institutului de istorie națională din București, în perioada 1942-1945. Cariera didactică și-o începe în anul 1937, când ocupă funcția de asistent universitar în cadrul Facultății de Istorie din București, specializat în probleme legate de istoria României. Mai târziu va fi conferențiar, profesor suplinitor, tot în cadrul Facultății din București, iar în perioada 1949-1968, profesor secundar. În 1935 devine membru al „Instituto per la storia del Risorgimento italiano”, iar în anii următori, odată cu instaurarea regimului comunist, membru al Societății de științe istorice din Republica Socialistă România și al Asociației oamenilor de știință din România. 
Dumitru Bodin a fost un istoric specializat pe probleme de Istorie modernă. Printre temele predilecte, pe care le-a cercetat de-a lungul timpului se numără istoria Olteniei și portretul revoluționarului român de la 1821, Tudor Vladimirescu, încercând să încadreze mișcarea demarată de acesta în contextul general european al epocii. Mai mult decât atât, a reușit să pună la dispoziția cercetătorilor un bogat material arhivistic referitor la relațiile existente de-a lungul timpului între Regatul Sârb și Țările Române. A contribuit la cercetarea relațiilor româno-italiene, analizate sub aspect cultural și economic. 

## Opera
Lucrări
- Documente privitoare la legăturile economice dintre Principatele Române și Regatul Sardiniei, București,1941, VIII, 372 p.
- Drubeta și Severinul, Turnu-Severin,1939, 54 p.

Studii publicate în volume de specialitate:
- „Antologia" din Firenze și românii din Sudul și Nordul Dunării la 1822-1824, în Studii italiene, 1943, p. 77 -89.
- Contribuțiuni la istoricul consulatelor Regatului celor două Sicilii in Principatele Române, în Revista Istorică Română, 1938, p.69 -86.
- Politica economică a Regatului Sardiniei în Marea Neagră și pe Dunăre în legătură cu Principatele Române, în Revista Istorică Română, 1939, p. 137-164.
- Tudor Vladimirescu în lumina izvoarelor italiene, în Revista Istorică Română, 1941-1942, p. 46-65.
- Tudor Vladimirescu și Constantin Samurcaș, în În amintirea lui C. Giurescu, București, 1944, p. 157-165.
- Nouvelles informations sur les mouvements revolutionnaires roumains et les „sclavons” de Craiova, Galatz et Braila de 1840-1843, în Balcania, 1943, p. 163-200.